# Chmielnik (gmina, Basses-Carpates)
Chmielnik est une gmina rurale du powiat de Rzeszów, Basses-Carpates, dans le sud-est de la Pologne. Son siège est le village de Chmielnik, qui se situe environ 13 km au sud-est de la capitale régionale Rzeszów.
La gmina couvre une superficie de 52,87 km2 pour une population de 6 391 habitants.

## Géographie
La gmina inclut les villages de Boratyn, Chłopice, Dobkowice, Jankowice, Łowce, Lutków et Zamiechów.
La gmina borde les gminy de Jarosław, Orły, Pawłosiów, Radymno, Rokietnica et Roźwienica.